# خانه سوری
خانه سوری مربوط به دوره قاجار است و در کرمانشاه، خیابان گمرک، جنب سرباز خانه شهری، کوچه فصیحی، پلاک ۱۲۷ واقع شده و این اثر در تاریخ ۲۲ اسفند ۱۳۸۵ با شمارهٔ ثبت ۱۸۱۲۶ به‌عنوان یکی از آثار ملی ایران به ثبت رسیده است.

## کاربری ساختمان
صندوق احیاء و بهره برداری از بناها و اماکن تاریخی و فرهنگی مالکیت این بنا را در دست دارد. این صندوق که به وزارت میراث فرهنگی، گردشگری و صنایع دستی جمهوری اسلامی ایران تعلق دارد، از طریق ادارۀ میراث فرهنگی، صنایع دستی و گردشگری استان کرمانشاه خانۀ سوری را از طریق مزایده به منظور تغییر کاربری به سرمایه‌داران بخض خصوصی واگذار کرده‌است. از مکان خانه سوری هم‌اکنون به عنوان سفره‌خانه و رستوران سنتی استفاده می‌شود.